# Акана Курманова
Ака́на Курма́нова (каз. Ақан Құрманов) — село у складі Атбасарського району Акмолинської області Казахстану. Адміністративний центр сільського округу Акана Курманова.
Населення — 636 осіб (2021; 1004 у 2009, 1195 у 1999, 813 у 1989).
Національний склад станом на 1989 рік:
- росіяни — 52 %.

До 2015 року село називалось Октябрське.